# Geocentrični sustav
Geocentrični sustav ili Ptolemejev sustav je model Sunčeva sustava i cijeloga svijeta po kojem se Zemlja nalazi u njegovu središtu, i sva se nebeska tijela okrenu oko nje jedanput na dan, usto Mjesec jedanput na mjesec, a Sunce još i jedanput godišnje. Model je odgovarao izravnom opažaju. Razvio ga je Hiparh, a dovršio Klaudije Ptolemej iz Aleksandrije u 2. stoljeću, pa je sustav ostao prihvaćen sve do 16. stoljeća. Isprva je bilo zamišljeno da se svaki planet nalazi na posebnoj prozirnoj sferi, a zvijezde na posljednjoj. Zatim su uvedeni sustavi kružnica, epicikla i deferenta. Epicikl (uveo ga je Apolonije iz Perge) mala je kružnica po kojoj se giba planet, dok se centar epicikla giba većom kružnicom, deferentom. Vidljivo je gibanje direktno ili progradno, kada se planet giba od zapada prema istoku, te retrogradno, kada se planet vraća te, čineći petlju, ponovno kreće na istok. Takav je način gibanja u Kopernikovu, to jest heliocentričnom sustavu rastumačen projekcijom položaja planeta na nebu zato što se planeti različitom brzinom gibaju oko Sunca.

## Deferent
Deferent (lat. deferens, deferentis, particip prezenta od deferre: prenijeti), u Ptolemejevu sustavu ili geocentričnom sustavu, je kružnica kojom se giba središte druge, manje kružnice epicikla. Planet se giba epiciklom, zbog čega nastaje složeno gibanje. Modelom se vrlo točno opisuje prividno gibanje planeta, pri čemu se za svaki planet izabire relativna veličina deferenta i epicikla te razmak posebnih točaka. Zemaljski motritelj zamišljen je u točki X, a točka (s druge strane središta deferenta, a na jednakoj udaljenosti kao i točka X) središte je jednolične vrtnje središta epicikla.

### Epicikl
Epicikl (grč. ἐπίϰυϰλος) je malena kružnica kojoj se centar giba deferentom, a to dio geometrijske konstrukcije u Ptolemejevu sustavu.

## Klaudije Ptolomej
Klaudije Ptolomej ili Claudius Ptolemaeus (grčki: Κλαύδιος Πτολεμαῖος; drevni Egipat, oko 85. – Aleksandrija, oko 165. pr. Kr.), poznat na hrvatskom kao Ptolemej, bio je starogrčki ili staroegipatski matematičar, zemljopisac, astronom, i astrolog koji je živio u Rimskom Egiptu, vjerojatno rođen u Tebaidi u gradu zvanom Ptolemais Hermiasov, a umro u Aleksandriji. U djelu od 13 knjiga Veliki matematički sustav astronomije (grč. Μεγάλη μαϑηματιϰὴ σύνταξις τὴς ἀστρονομίας), poznatijem kao Almagest, prema naslovu arapskog prijevoda u kojem je sačuvano, sustavno je izložio antičku znanost o svemiru u okviru geocentričnoga sustava. Taj se sustav (Ptolemejev sustav) osniva na pretpostavci da se Sunce, planeti i zvijezde gibaju oko Zemlje kao nepomičnoga središta svemira. Iako se zasnivala na pogrešnoj pretpostavci, ta se teorija dobro slagala s motrenjem gibanja planeta. Tek je Kopernikovom teorijom (1500.) Ptolemejev sustav zamijenjen heliocentričnim sustavom. Almagest je znanstveni tekst s najduljom upotrebom, sve do početka 17. stoljeća i Johannesa Keplera. Ptolemej je usavršio i matematičku teoriju gibanja Mjeseca, Sunca i planeta, u boljem skladu s opažanjima, izveo teoriju pomrčina i iznio nove geometrijske dokaze i teoreme. Hiparhov katalog položaja zvijezda nadopunio je na 1022 zvijezde.

### Almagest
Almagest (arap. [taqrīr] al-mağasti: Najveće [djelo]), naslov, u arapskom prijevodu, Ptolemejeva kapitalnoga djela Veliki znanstveni sustav [astronomije] napisana na grčkome (‛Hμεγίστη σύνταξıς) u 13 svezaka, s potankim prikazom geocentričnog sustava. Uključuje i katalog 1022 zvijezde s podatcima o njihovim položajima i zvjezdanim veličinama. Katalog potječe vjerojatno od Hiparha.